# Erland Johnsen
Erland Johnsen   (Moss, 5 d'abril de 1967) és un exfutbolista noruec de la dècada de 1990.
Fou 24 cops internacional amb la selecció noruega.
Pel que fa a clubs, defensà els colors de Chelsea FC, Bayern Múnic, Moss, Rosenborg BK i Strømsgodset.
Posteriroment fou entrenador a diversos clubs.